# Castello di Wolfsgarten
Il castello di Wolfsgarten (Schloß Wolfsgarten in tedesco), è un antico casino di caccia della famiglia regnante di Assia-Darmstadt, situato nello stato tedesco dell'Assia, a Langen circa 15 chilometri a sud di Francoforte sul Meno.
Fu costruito tra il 1722 e il 1724 dal Langravio Ernesto Luigi d'Assia-Darmstadt, allo scopo di coltivare la sua passione per la caccia con i cani, che introdusse in Assia nel 1709.
L'edificio originario seguiva lo schema usuale delle strutture dedicate alla caccia di quel periodo, con un cortile rettangolare intorno al quale erano raggruppati gli alloggi per i nobili, le stalle per i cavalli e le cucce per i cani.
Dopo che i successori di Ernesto Luigi smisero di praticare la caccia con i cani, nel 1768, Wolfsgarten fu abbandonato fino agli anni 1830 quando la famiglia granducale iniziò a restaurare ed espandere la proprietà.
Dal 1879 Wolfsgarten divenne la residenza di campagna preferita dai granduchi Luigi IV e suo figlio Ernesto Luigi.
Nel ventesimo secolo, il granduca Ernsto Luigi modernizzò ampiamente Schloß Wolfsgarten e ridisegnò il suo parco.
Dopo l'abolizione della monarchia nel 1918, Wolfsgarten divenne la residenza principale della ex famiglia granducale.
Oggi Schloß Wolfsgarten appartiene alla Hessische Hausstiftung (Fondazione Casa d'Assia), la fiduciaria di famiglia che detiene la proprietà dei beni appartenenti a tutti i rami del Casato d'Assia.
La proprietà è aperta al pubblico solo pochi giorni l'anno quando vengono organizzate delle manifestazioni.